# 加普林达什维利杯
诺娜·加普林达什维利杯（英語：Nona Gaprindashvili Trophy）是国际象棋奥林匹克团体赛的男女队综合表现奖，颁发给每届比赛中男女队总成绩最高的国家。该奖项是1997年在摩尔多瓦基希讷乌举行的国际棋联大会上由格鲁吉亚棋联设立的，以五届国际象棋女子世界冠军、格鲁吉亚棋手诺娜·加普林达什维利的名字命名。1998年第33届国际奥林匹克上首次颁发了该奖项。

## 历届得主
| 年份   | 举办地点            | 金牌   | 银牌     | 铜牌     |
| ------ | ------------------- | ------ | -------- | -------- |
| 1998年 | 俄羅斯埃利斯塔      | 俄羅斯 | 中国     |          |
| 2000年 | 土耳其伊斯坦布爾    | 俄羅斯 | 乌克兰   |          |
| 2002年 | 斯洛維尼亞布萊德    | 俄羅斯 | 中国     | 匈牙利   |
| 2004年 | 西班牙卡爾維亞      | 俄羅斯 | 美国     | 亞美尼亞 |
| 2006年 | 義大利都靈          | 中国   | 乌克兰   | 亞美尼亞 |
| 2008年 | 德国德累斯頓        | 乌克兰 | 亞美尼亞 | 美国     |
| 2010年 | 俄羅斯漢特-曼西斯克 | 俄羅斯 | 中国     | 乌克兰   |
| 2012年 | 土耳其伊斯坦布尔    | 俄羅斯 | 中国     | 乌克兰   |
| 2014年 | 挪威特罗姆瑟        | 中国   | 俄羅斯   | 乌克兰   |
| 2016年 | 巴库                | 乌克兰 | 美国     | 中国     |